# Dendrolimus superans
Dendrolimus superans — вид метеликів родини коконопрядів (Lasiocampidae).

## Поширення
Вид поширений в Північній Азії. Трапляється на сході Росії, Казахстані, Монголії, на північному сході Китаю, в Кореї та Японії. Мешкає у хвойних лісах.

## Опис
Великий метелик, з розмахом крил 60-80 мм у самиці, 40-60 мм у самця. Забарвлення варіює від світло-жовтувато-коричневого або світло-сірого до майже чорного кольору. Передні крила перетинаються трьома темнішими смугами. В середині кожного крила знаходиться велика біла пляма. Задні крила одноколірні.

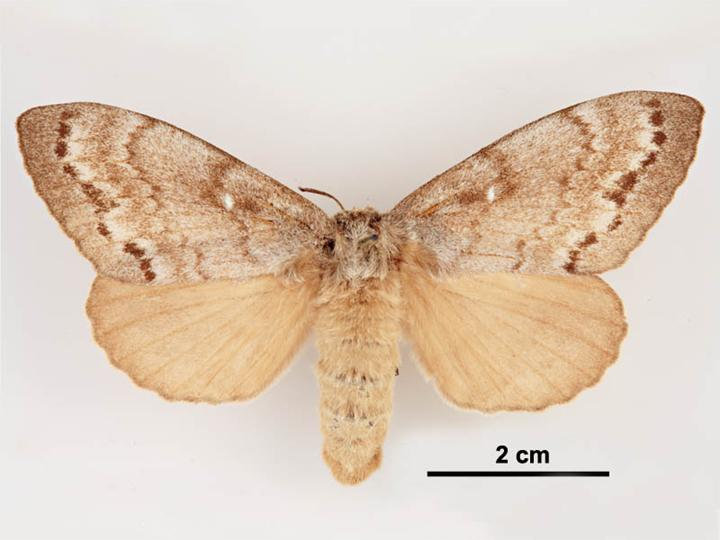
Самиця, дорсальна сторона
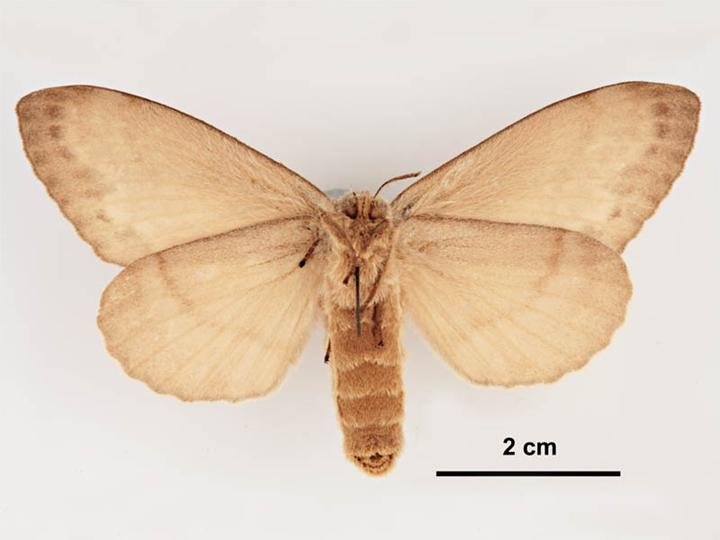
Самиця, вентральна сторона
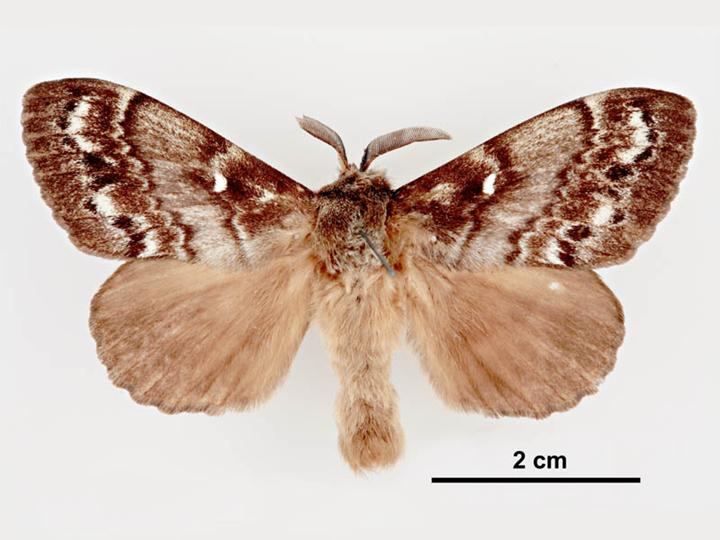
Самець, дорсальна сторона
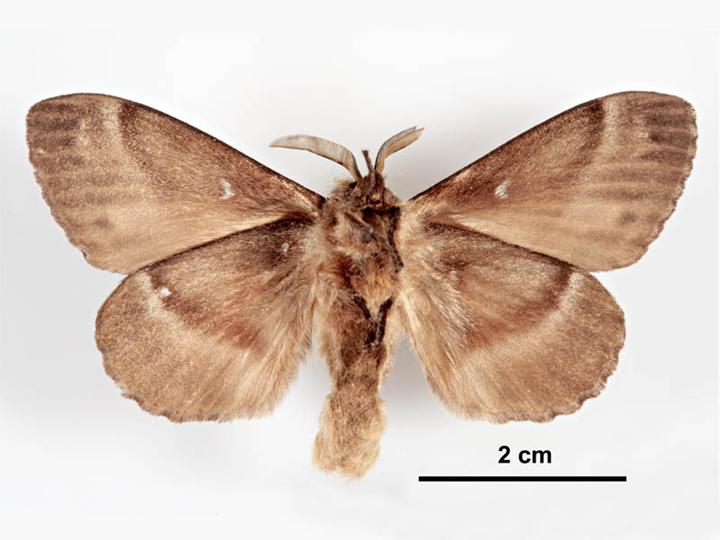
Самець, вентральна сторона

## Спосіб життя
Тривалість життєвого циклу коливається від двох до чотирьох календарних років. Імаго літають з кінця червня до початку серпня. Самиці відкладають яйця на хвою, переважно в нижній частині крони, а в періоди дуже великий чисельності — на сухі гілки, лишайники, трав'яний покрив, лісову підстилку. В одній кладці зазвичай буває кілька десятків яєць (до 200 шт.), А всього самка може відкласти до 800 яєць, проте найчастіше плодючість не перевищує 200—300 яєць. Гусениці живляться хвоєю майже всіх хвойних порід, але воліють краще ялицю, ялина, модрину. Рідше пошкоджуються кедр, ще менше — сосна. У червні гусениці заляльковуються. Перед заляльковуванням гусениця плете буро-сірий довгастий кокон. Лялечка, завдовжки 25-45 мм, коричнево-червона, потім темно-коричнева, майже чорна. Розвиток лялечки залежить від температури і триває близько місяця.

## Підвиди
- Dendrolimus superans superans — Сахалін, Курильські острови та північ Японії
- Dendrolimus superans sibiricus Tschetverikov, 1908 — (північно-східний Казахстан, Урал, Сибір та Далекий Схід)